# Super Écran
Super Écran é uma rede de televisão por assinatura canadense de propriedade da Bell Media. Ele exibe uma mistura de filmes sem comerciais e séries de televisão. Os filmes são originários principalmente dos Estados Unidos e do Canadá, enquanto as séries de televisão consistem principalmente em séries e programas originais da HBO e Showtime nos Estados Unidos.

## História
Lançado em 1 de fevereiro de 1983 sob o nome Premier Choix, o canal foi licenciado pela Comissão Canadense de Rádio-televisão e Telecomunicações (CRTC) para fornecer uma rede nacional de televisão paga 24 horas por dia em língua francesa. Era de propriedade e operado pela First Choice Canadian Communications.
Premier Choix teve dificuldade em atrair assinantes suficientes, assim como uma rede regional de televisão paga baseada em Quebec chamada TVEC, que foi licenciada em novembro de 1982. A Rogers Cable em Toronto não pôde adicionar o canal até setembro de 1983, e a Videon Cable em Winnipeg não tinha capacidade de canal adicional para adicioná-lo até que sua disputa com a Manitoba Telecom Services (MTS) sobre a propriedade da fábrica de cabos fosse resolvida.
Nos primeiros anos, antes de Réseau des sports e MusiquePlus serem licenciados, a programação consistia em 70% de filmes e 30% de esportes.
A TVEC (Télévision de l'Est du Canada Inc.) foi licenciada em novembro de 1982 como um canal regional de TV paga em língua francesa de Quebec, servindo Quebec, leste de Ontário e Atlantic Canada (New Brunswick).
Em fevereiro de 1984, esses dois canais se combinaram para formar o Super Écran.
No final da década de 1980, Premier Choix: TVEC recebeu licenças para três serviços especiais adicionais, incluindo Canal D e Le Canal Famille.
A rede recebeu autorização para distribuição nacional em todo o Canadá em 1996.
Em 30 de outubro de 2006, a Astral Media lançou uma transmissão simultânea em HD do Super Écran. Mais tarde, a Astral lançou feeds HD para todos os três canais restantes.
Em 4 de março de 2013, o Competition Bureau aprovou a aquisição da Astral Media pela Bell Media. Bell apresentou um novo pedido de aquisição proposta junto ao CRTC em 6 de março de 2013; o CRTC aprovou a incorporação em 27 de junho de 2013.
Em 21 de janeiro de 2020, a Bell anunciou que expandiria seu serviço de streaming de assinatura Crave para o mercado de língua francesa em 28 de janeiro, adicionando uma seleção de conteúdo em francês para todos os assinantes, bem como um nível premium Super Écran (equivalente a a camada "Crave + Movies + HBO" vinculada ao serviço linear em inglês da Crave, anteriormente conhecido como The Movie Network). Com as mudanças, os aplicativos Super Écran Go foram descontinuados, com os assinantes sendo direcionados para o aplicativo Crave para acesso sob demanda de vídeo da TV Everywhere. No momento, isso não está disponível para assinantes do Vidéotron, pois eles ainda não chegaram a um acordo de transporte para permitir o uso do aplicativo Crave.

## Multiplex e programação
Super Écran oferece uma extensa variedade de filmes de Hollywood e canadenses, séries de televisão da HBO, Showtime e outros distribuidores e conteúdo original. O Super Écran opera quatro canais multiplex, numerados de 1 a 4 em padrão e alta definição. Um serviço de vídeo sob demanda, "Super Écran Sur Demande", foi oferecido para assinantes digitais de cabo e satélite, e "Super Écran Go", uma plataforma de TV Everywhere para decodificador de transmissão móvel e de TV, ambos com programação do Super Écran canais. Ambos os serviços cessaram as operações em 28 de janeiro de 2020, com sua programação passando para a plataforma Crave.

## Distribuição internacional
- Saint Pierre e Miquelon - distribuídos nos sistemas SPM Telecom.